# Jaime Mota de Farias
Jaime Mota de Farias (* 12. November 1925 in São Bento do Una, Pernambuco; † 12. April 2021 in Alagoinhas, Bahia) war ein brasilianischer Geistlicher und römisch-katholischer Bischof von Alagoinhas.

## Leben
Jaime Mota de Farias studierte Philosophie in São Leopoldo und Theologie in Viamão sowie Theologie des Geistlichen Lebens in Rom. Er empfing am 25. August 1957 die Priesterweihe. Er war Regens und Spiritual am Seminar in Garanhuns und Seelsorger an der Kathedrale Santo Antônio in Garanhuns und in Recife.
Papst Johannes Paul II. ernannte ihn am 14. Juli 1982 zum Weihbischof in Nazaré und zum Titularbischof von Ausuccura. Der Bischof von Garanhuns, Tiago Postma, spendete ihm am 11. September desselben Jahres die Bischofsweihe; Mitkonsekratoren waren Acácio Rodrigues Alves, Bischof von Palmares, und José Palmeira Lessa, Weihbischof in São Sebastião do Rio de Janeiro. Mota de Farias wählte den Wahlspruch Para dar testemunho.
Am 7. November 1986 wurde er zum Bischof von Alagoinhas ernannt. Am 24. April 2002 nahm Papst Johannes Paul II. seinen altersbedingten Rücktritt an. Mota de Farias litt an einer Alzheimer-Krankheit und starb im Alter von 95. Jahren in Alagoinhas.